# Enköpings rådhus

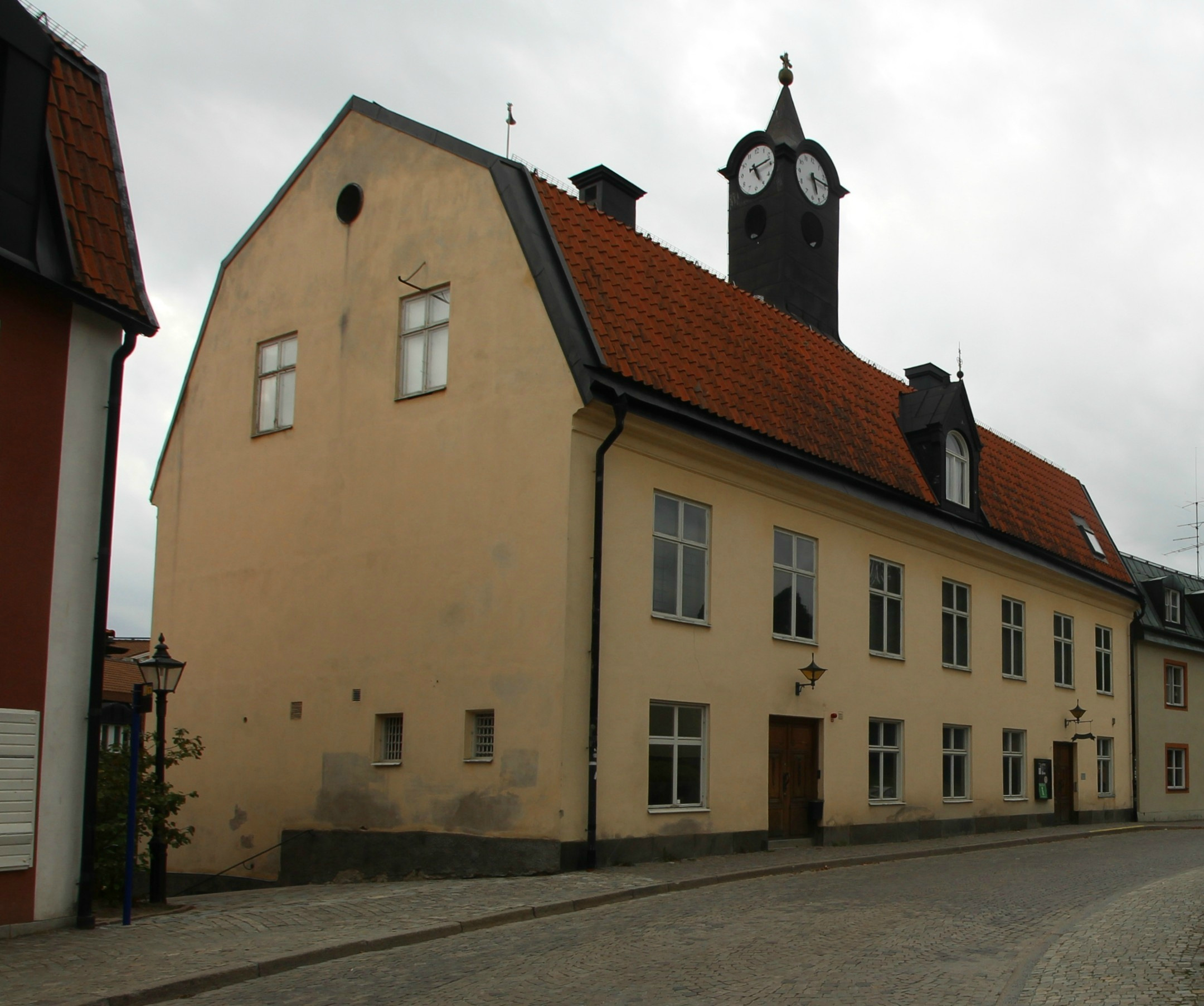
Enköpings rådhus.

Enköpings rådhus är en byggnad på Rådhusgatan 3 i Enköping. Den inrymmer sedan 1985 Enköpings museum samt turistbyrån.

## Historia
Byggnaden uppfördes av handelsmannen Nils Svensson Stahre för sin handelsrörelse och som privatbostad. Efter att Stahre gått i konkurs övertogs huset av Enköpings stad som inredde det som rådhus och även byggde klocktornet. Småskola och folkskola fanns i byggnaden i olika omgångar fram till 1883. I nästan hundra år höll även polisen till i byggnaden. Efter en omfattande ombyggnad kunde rådhuset 1985 upplåtas för Enköpings museum.